# ジェラルド・ブル
ジェラルド・ヴィンセント・ブル（Gerald Vincent Bull、1928年3月9日 - 1990年3月22日）は、カナダ人の科学者。

## 概要
オンタリオ州ノースベイの出身。最初は薬学を学んでいたが後に工学に転向。1951年、トロント大学で史上最年少で博士号を獲得する(この記録は現在も破られていない)。
弾道学の権威で、High Altitude Research Project（HARP）を推進、スペースリサーチコーポレーション（SRC）を設立して多くの火砲（→大砲）の開発に関わった。
有名なイラクのバビロン計画の他、暗殺される直前まで世界各国で兵器開発に携わり、1990年3月22日、ベルギーブリュッセルの自宅扉前で背後から5発の銃弾を受け殺害されているのが発見された。犯人は特定されておらず、欧米ではMI6やモサド、イランの諜報機関による犯行の可能性があると報道されている。

## 関係した計画

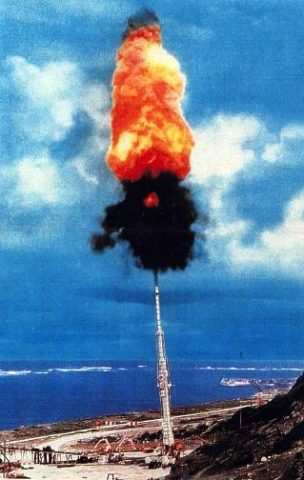
HARP16インチ砲

### HARP
カナダ兵器研究開発所（CARDE後のDRDC）の責任者を務め、1961年にアメリカ国防省とカナダ国防省の共同で開始されたロケットよりも安価な人工衛星打ち上げ手段の模索などを目的としたHigh Altitude Research Project（HARP）に参加した。戦艦用の16インチ（40.6cm）砲の内部のライフリングを削り42.4cm滑腔砲としたものを2門結合させた砲が3門建造され、ケベック、バルバドスで発射実験が行われた。「マートリット2」では重量82kgの砲弾を高度180kmの高さ、すなわち宇宙空間にまで打ち上げることに成功している。この計画は1968年に中止された。

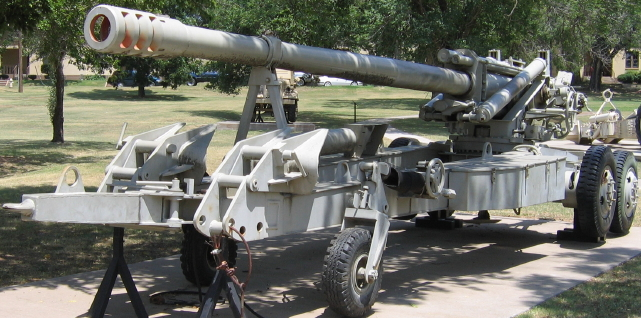
GHN-45火砲

### スペースリサーチコーポレーション
HARPが中止される前年の1967年、スペースリサーチコーポレーション（SRC）をカナダのケベックに設立し、火砲の設計を請け負った。
SRCの最初の成功は1973年にイスラエルとアメリカを相手にした武器の販売であり、バリー・ゴールドウォーターらの後押しでアメリカ議会から市民権が与えられた。
SRCが開発した長距離射程のGC45 155mm榴弾砲は、改良型のGHN-45としてオーストリア、南アフリカ共和国、スペインなど世界各国に輸出された。後に南アフリカがこれを自走砲化させたG6 155mm自走榴弾砲を開発してアラブ首長国連邦などに輸出した。しかし、SRCがG5 155mm榴弾砲を共同開発したアームスコー（英語: Armscor (South Africa)）社の南アフリカは当時アパルトヘイトに対する制裁を受けており、この行為は違法とされ1980年、禁固刑に処せられた。
釈放後はカナダを離れ、SRCはベルギーのブリュッセルに活動の拠点を移した。出所したブルに接触してきた中華人民共和国にも度々訪れて鄧小平との会見や大学での講義も行っており、1986年に中国北方工業公司（ノリンコ）とWAC-021 155mm榴弾砲を共同開発した。これはアメリカの輸出規制に抵触していたが、アメリカ合衆国国防総省は対中貿易管理の見直しで協力したとされる。暗殺によってブルが事実上最後に開発した兵器となったが、中国がこれをベースに自走砲化させた88式155mm自走榴弾砲はクウェートやサウジアラビアなどに輸出された。ブルは長距離射程・大口径の203mm榴弾砲の開発も受注してイラン・イラク戦争中のイランとイラクへの輸出を中国は計画したともされるが、これは完成しなかった。

### バビロン計画
中国でのブルの活躍を知ったイラクのサッダーム・フセイン大統領の従兄弟フセイン・カーミル・ハサンはブルと接触し、1988年にブルはイラクへの技術提供、アル・マジヌーン 155mm自走榴弾砲とアル・ファオ 210mm自走榴弾砲などの開発、さらに口径1mの大砲の開発契約を交わした。後者の開発は「バビロン計画」と呼ばれ、全長45m、口径350mmの砲が実験用に建造された。
湾岸戦争終了後の1991年8月、イラクの武装解除に当たっていた国連の査察官によりこの大砲が発見され、バビロン計画が明らかなものとなった。計画では全長150m、口径1mの砲が2門建設されるはずであったが、ヨーロッパから輸出された部品の差し押さえとブルの暗殺により完成できず、この査察ですべて破棄された。